# Machangding
Machangding (馬場町T, Măchăng dīngP, Ma3-ch'ang3 ting1W, lit. «distrito de los terrenos de equitación»), establecido durante el dominio japonés en Taipei. Originalmente contaba con campos de entrenamiento y actividades hípicas, de ahí su nombre.
Estaba al oeste de Kawabata-chō (川端町?) , cerca de la región del actual distrito de Wanhua, costa sur, cerca de Xindian Creek and Youth Park (青年公園, originalmente un campo de entrenamiento). Dado que también está cerca del aeropuerto de Songshan y se usaba para entrenamiento en el aeropuerto, también se lo conocía como "Aeropuerto Sur de Taihoku" (臺北南機場; cerrado en 1949).
Durante la época del Terror Blanco (ca. 1947-1987), el área frente al mar se convirtió en un campo de ejecución. Entre las personas ejecutadas en la zona se encuentra Chen Yi. Ahora se designa el Parque Conmemorativo de Machangding. En el pasado,  La línea Xindian tenía una Babachō Station (馬場町乘降場?) , pero después de la Segunda Guerra Mundial pasó a llamarse Hoping.

## Personas ejecutadas aquí
- Chen Yi
- Song Feiru (宋斐如)
- Huang Wengong (黃溫恭)